# Jeu vidéo de football
 (mai 2022).
Si vous disposez d'ouvrages ou d'articles de référence ou si vous connaissez des sites web de qualité traitant du thème abordé ici, merci de compléter l'article en donnant les références utiles à sa vérifiabilité et en les liant à la section « Notes et références ».
Un jeu vidéo de football est un type de jeu vidéo qui s'inspire du football. Il peut s'agir de jeu d'action où l'on contrôle les footballeurs ou de jeu de gestion où l'on incarne l'entraîneur d'une équipe.

## Histoire

### Les années 1970 et 1980, l'expansion des premiers jeux de football
Les premiers jeux vidéo de football sortent au début des années 1970. En 1973 sort Soccer ! sur la console Odys sey, créé par Tomohiro Nishikado, le créateur de Space Invaders, il permet à 2 joueurs de contrôler chacun dans leur camp 2 raquettes différentes symbolisant un goal et un attaquant. Mais le jeu est très similaire à Pong : 4 raquettes au total donc, mais seulement 1 bouton par joueur. C'est en 1980 avec la sortie de NASL Soccer sur Intellivision qu’apparaît le vrai premier jeu de football. Ils se jouent avec deux équipes de six joueurs composés d'une poignée de pixels qui évoluent sur un fond vert, mais avec déjà la vue de côté. 
Les années 1980 marquent une évolution du genre, les jeux de football sortent par dizaine, mais la plupart n'ont que peu d’intérêt et s'inspirent les uns des autres. Les PC de l'époque n'étant pas assez puissants, l'IA est alors mauvaise, la physique improbable et les matchs sont de longues chevauchées de balle au pied d'un but à l'autre sans jeu de passes. C'est en 1985 que Tehkan World Cup, un jeu vidéo d'arcade, se démarquera, celui-ci affiche une mini-map avec la position des vingt-deux joueurs sur le terrain en temps réel. Et surtout en 1988 qu’apparaît le célèbre Kick Off de Dino Dini sur Amiga et Atari ST. Dans ce jeu, le match est représenté en vue de dessus et la physique de la balle est travaillée pour qu'elle ne colle plus aux pieds des joueurs, il est désormais possible de frapper la balle dans la direction et la force de son choix.  

### Qui voit un marché se concentrer au début des années 1990
Les années 1990 marquent l'apparition des consoles 16-bits, les coûts de développement des jeux deviennent plus importants, et les sociétés capables de pouvoir produire un jeu de football qui se démarque commence à se réduire. On passe d'une cinquantaine de titres à moins d'une vingtaine de titres sur Super Nintendo. On pourra noter la sortie de plusieurs jeux qui marqueront cette génération, comme Super Soccer en 1991 sur Super Nintendo ou encore Sensible Software avec Sensible Soccer en 1992 qui parvient à améliorer les concepts apportés par Kick Off et à fédérer une communauté de passionnés. La balle est contrôlée par les joueurs et il y a même un assistant de passe, mais le ballon peut aussi échapper en cas de virage ou sprint trop intense.  
Mais c'est surtout l'apparition de deux futures grosses licences qui feront leur entrée sur cette génération. D'un côté, Electronic Arts arrive à passer un accord avec la Fédération internationale de football association pour produire son premier jeu en 1993, FIFA International Soccer, celui-ci veut profiter de la popularité de la coupe du monde qui se déroulera aux États-Unis en 1994. L'entreprise américaine ne s'étant jamais intéressée aux jeux de football jusqu'alors, pour espérer un succès commercial, la firme mise sur les licences officielles. De l'autre, Konami avec son jeu International Superstar Soccer mise sur la force des graphismes et son gameplay.

### Avec la domination des gros studios à la fin des années 1990
L'arrivée de la PlayStation et de la Nintendo 64 et des graphismes en 3D met un coup aux entreprises les plus fragiles qui ne peuvent suivre et développer de suite à leurs jeux. C'est le cas de Sensible Software qui ne parviendra pas à convaincre avec le passage à la 3D. Seules les grosses entreprises peuvent s'assurer de sortir un bon jeu sur cette génération de console. C'est alors Konami (géant de l'industrie de l'époque), Electronic Arts et Sega qui sortiront respectivement International Superstar Soccer, FIFA et Virtua Striker. Nintendo ne s'est pas intéressé aux jeux de football, le considérant éloigné de sa cible.  
La Licence International Superstar Soccer (abrégé en ISS) se déclinera en deux séries développées par deux studios différents, l'un développant la série originale ISS, l'autre développant la série ISS Pro. Bien que ISS 64 est considéré comme le meilleur jeu de la console, c'est bien l'arrivée de ISS Pro Evolution qui fera évoluer le jeu de football en vraie simulation, avec l'arrivée de la ligue des Master et son championnat de type gestion et carrière. 
De son côté, le succès de la franchise FIFA de Electronic Arts lui permet de produire des jeux de meilleure qualité que ses anciens opus, notamment avec l'arrivée de FIFA 98 pour profiter de la popularité de la Coupe du Monde en France. Celui-ci met l'accent sur l'ambiance dans les stades et l'apparition de commentaires localisés.
La série Virtua Striker ayant un bon départ et un bon succès critique se voit très vite freinée par l’échec de la Dreamcast, Sega n'ayant alors plus les moyens de rivaliser avec les grosses entreprises que sont Konami et Electronic Arts.
Ubisoft tente de percer dans le jeu de football avec Action Soccer en 1995 et World Football 98 : Cup Edition en 1998, mais n'aura que peu de succès. Les autres sociétés n'ayant que peu de moyens sortiront des jeux de moyenne qualité, c'est le cas de Adidas Power Soccer développé par Psygnosis, Ronaldo V-Football développé par Infogramme ou encore la série UEFA Champions League développée par Sillicon Dreams.

### L'arrivée de l'èrePro Evolution Soccerau début des années 2000
C'est à l'arrivée de la PlayStation 2 que va commencer le duel entre FIFA et ISS PRO, dorénavant renommé en Pro Evolution Soccer. De son côté, la série ISS n'arrive plus à évoluer, et face à son homologue PES, celui-ci verra sa fin avec ISS 3, Konami concentrera désormais tous ses moyens sur sa série phare afin de pouvoir concurrencer FIFA. Les deux titres principaux sur le marché veulent se faire une place et chacun cherche à devenir le plus populaire. Mais face à un FIFA qui n'évolue pas sur le gameplay, c'est la série de Konami qui obtient les faveurs des journalistes et du public. Celui-ci impressionne par ses graphismes et son réalisme. Pro Evolution Soccer 3 ira encore plus loin en obligeant le joueur à doser chaque passe ou frappe au but, tandis que sur FIFA chaque frappe part dans le but. Le succès est énorme pour PES qui, au fil des versions, ne cesse de s'améliorer et voit sa popularité augmenter, à tel point que la licence devient avec Pro Evolution Soccer 6 le bien culturel le plus vendu en France avec 1,6 million d'exemplaires vendus.
Sega, de son côté, fera une dernière tentative en 2006 sur PlayStation 2 avec Virtua Pro Football en orientant le titre plus sur la simulation que l'arcade pour essayer de reproduire le succès de Pro évolution Soccer, mais arrivé bien trop tard, le succès n'est pas au rendez-vous et Sega abandonne définitivement les jeux de football. 
Plusieurs gros éditeurs essayeront de lancer leurs propres jeux de football, on peut citer Sony avec sa série Le monde des Bleu et surtout Take Two qui en ayant obtenu la licence officielle de la Ligue des Champions espérait percer avec UEFA Champions League : Season 2001/2002, mais voyant le retard pris par rapport à PES et FIFA, le manque d’expérience de son équipe, et du peu de succès que le titre rencontra, l'entreprise décida d'abandonner les jeux de football. Rage Software tenta aussi de proposer son jeu de football David Beckham Soccer, mais face aux moyens financiers très limités du studio, le jeu ne rivalisera pas avec FIFA et PES.

### Puis l’avènement de la sérieFIFAau début des années 2010
À partir de Pro Evolution Soccer 2008 (sorti en 2007), la série PES opère de profonds changements et se désoriente de son côté réaliste qui a fait le succès de la série . De son côté, pour FIFA 08, Electronic Arts décide de prendre un nouveau virage pour sa licence en s'appuyant sur la recette qui fit le succès de PES sur la génération précédente. Au fil des épisodes, FIFA ne cesse de s'améliorer et d’intégrer de nouveaux modes de jeu, comme le mode FIFA Ultimate Team sur FIFA 2009[réf. nécessaire], tandis que PES n'attend que 2011 avec PES 2012 pour essayer de rattraper le retard pris sur son concurrent. Mais FIFA s'est déjà vendu à des millions d'exemplaires et, ayant des moyens financiers colossaux, consacre un budget immense au marketing qui lui assure des ventes chaque année. Le mode en ligne FIFA Ultimate Team entraînant les joueurs à rester sur le titre d'une année sur l'autre. Malgré la supériorité des derniers PES autant niveau graphisme que niveau gameplay par rapport à son concurrent, FIFA reste le leader sur le marché grâce à une communication plus développé que son rival, certain joueur ne connaissant même pas l'existence de PES.
En 2010, Ubisoft essayera de faire une nouvelle percée en lançant le jeu Pure Football, mais le jeu parait bien maigre à côté des autres licences, et passe presque inaperçu auprès du public.

### La fin des années 2010, deux licences pour deux gameplays
En 2013, avec l'arrivée de la nouvelle génération de console (et notamment la PlayStation 4), PES subit une refonte avec Pro Evolution Soccer 2015. Outre un nouveau logo, Konami accompagne son jeu du Fox Engine qui propose des graphismes d'un réalisme au-dessus de son concurrent FIFA et ajoute le mode My Club pour faire face au mode FUT. Mais la licence ne fait que rattraper son retard et ne propose aucune nouveauté. Cependant, de FIFA 15 à FIFA 20, la licence n'évolue que peu et est critiquée par la presse et les joueurs pour son gameplay orienté trop arcade.
Profitant du manque de nouveautés, son concurrent, Konami, décide pour PES 2017 de changer son équipe et de renouveler sa marque en s'appuyant sur une équipe britannique, avec pour objectif de proposer la simulation ultime de football. PES 2018 et PES 2019 proposent chacun des avancées majeures au niveau du gameplay, alors que son concurrent ne propose que peu de nouveautés, se concentrant sur son mode de jeu FUT, les animations de célébrations et l'ambiance des stades. 
Pour l’édition 2020, Konami décide de changer le nom du jeu en eFootball PES2020 et y intègre une compétition officielle en ligne appelée eFootball League remplaçant la PES League. Le jeu subit néanmoins quelques critiques dues à son interface austère, son manque de mode de jeux et l'ambiance des stades qui manque de dynamisme. Son concurrent, FIFA 20, propose un nouveau mode de jeu de football de rue baptisé Volta, mais surtout subit de nombreuses critiques pour ses bugs à la sortie du jeu et se voit attaquer en justice pour son mode de jeu FUT considéré comme illégal car non réglementé, et créant une addiction de dépense financière à un jeu de hasard.

### Début des années 2020, la nouvelle ère des jeux free-to-play
Le début des années 2020 marque un bouleversement dans le monde des jeux vidéo de simulation de football. En septembre 2019, Konami lance eFootball, son jeu de football free-to-play qui remplace Pro Evolution Soccer.
En juillet 2021, le jeu GOALS est annoncé. En août 2021, le studio indépendant Strakerz Inc. dévoile une bande-annonce de leur jeu de football UFL.
En mai 2022, Electronic Arts annonce que le partenariat avec la FIFA n'est pas renouvelé, tandis que la licence de la Fédération internationale de football association ne sera plus exclusive à un seul éditeur. En avril 2023, le studio annonce officiellement EA Sports FC, son propre jeu de football. Celui-ci reprend le gameplay et les modes de FIFA 23, avec plus de 300 partenariats de licence.
En mai 2022, la FIFA annonce travailler sur son propre jeu de football. En 2024, aucun jeu de ce type n'a encore été annoncé.

## Jeux de management
Les premiers jeux de gestion sont apparus au début des années 1980. Ce type de jeu propose de s'occuper des aspects tactiques et économiques propres à la gestion d'un club ou d'une équipe nationale. L'Entraîneur, Football Manager et LFP Manager sont des séries populaires du genre.